# Élection présidentielle nauruane de 2022
L'élection présidentielle nauruane de 2022 a lieu le 28 septembre 2022 afin d'élire au scrutin indirect le président de Nauru. 
Bien qu'éligible à sa réélection, le président sortant, Lionel Aingimea, décide de ne pas se représenter à la présidence, briguant à la place la vice-présidence du Parlement. Russ Kun lui succède à la présidence du pays, en l'absence d'autres candidats.

## Contexte

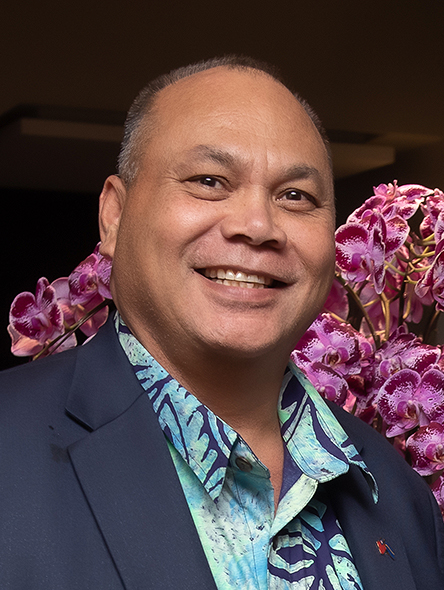
Lionel Aingimea.

L'élection présidentielle d'août 2019 voit la victoire de Lionel Aingimea, qui l'emporte par douze voix contre six à son adversaire, David Adeang. Ayant perdu son siège de député, le président sortant Baron Waqa n'était pas rééligible pour un troisième mandat. Les élections législatives nauruanes de 2019 avaient en effet donné lieu à un important renouvellement du Parlement aussi bien au sein de la majorité sortante que de l'opposition. Aingimea nomme son Cabinet le lendemain, attribuant tous les postes ministériels autres que les siens à des députés dont c'est le premier mandat.
Le Parlement se réunit en 2002 pour élire un nouveau président lors de sa première session suivant les élections législatives organisées le 24 septembre 2022.

## Système électoral
Le président de la république de Nauru est élu au suffrage indirect uninominal majoritaire à un tour par les membres du Parlement, en leur sein. Il est élu pour un mandat de trois ans, sans limitation du nombre de mandats, mais concomitant à celui du parlement. En cas de dissolution de ce dernier, le mandat du président prend également fin de manière anticipée, chaque première session d'une nouvelle législature étant immédiatement suivie d'une nouvelle élection présidentielle. 
Le parlement peut aussi mettre fin au mandat du président par une motion de censure votée à la majorité absolue du total de ses membres, auquel cas un nouveau président doit être élu dans les sept jours. À défaut, le parlement est dissous, et de nouvelles élections législatives convoquées.
Ne peuvent être candidats que les membres du parlement, à l'exception de son Président et de son vice-président. Les présidents nauruans sont donc indirectement soumis aux mêmes conditions d'éligibilité que les députés : posséder la nationalité nauruane, être âgé d'au moins vingt ans, ne pas être rémunéré par l'État ni en banqueroute, atteint de folie ou d'un handicap mental, ou l'objet d'une condamnation à plus d'un an de prison.

## Déroulement

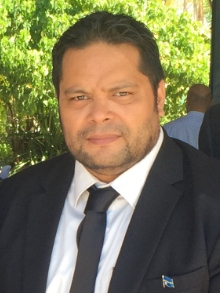
Russ Kun.

Lionel Aingimea est réélu député aux élections législatives du 24 septembre 2022. Il est par conséquent rééligible à la présidence, mais décide finalement de ne pas se représenter. Le député Russ Kun, Ministre des Finances dans le gouvernement sortant, se porte alors candidat. Seul en lice en l'absence de candidatures concurrente, il est automatiquement élu lors de la session inaugurale du parlement le 28 septembre. Il prête serment le lendemain.
Lionel Aingimea est quant à lui élu à la vice-présidence du parlement, tandis que Marcus Stephen est réélu à sa présidence.